# بازک جردون
بازک جردون (نام علمی: Aviceda jerdoni) یک باز قهوه‌ای با جثهٔ متوسط است که دارای یک کاکل سیاه نازک با لبهٔ سفید است که معمولاً به صورت ایستاده نگه داشته می‌شود. در جنوب شرق آسیا یافت می‌شود. این پرنده در دامنهٔ تپه‌های ترای ساکن است و در جنگل‌های همیشه‌سبز و مزارع چای کمیاب‌تر است.
نام رایج و دوجمله‌ای لاتین آن به یاد جراح-طبیعت‌شناس توماس سی. جردون است.
این پرنده ساکن مناطق شمال هند و دامنه‌های هیمالیای شرقی از شرق نپال و بنگال گرفته تا دره آسام، رشته‌کوه‌های گهات غربی در جنوب هند، جنوب سریلانکا، بنگلادش، برمه، تایلند، سوماترا، سنگاپور و فیلیپین است.